# Am Kamin

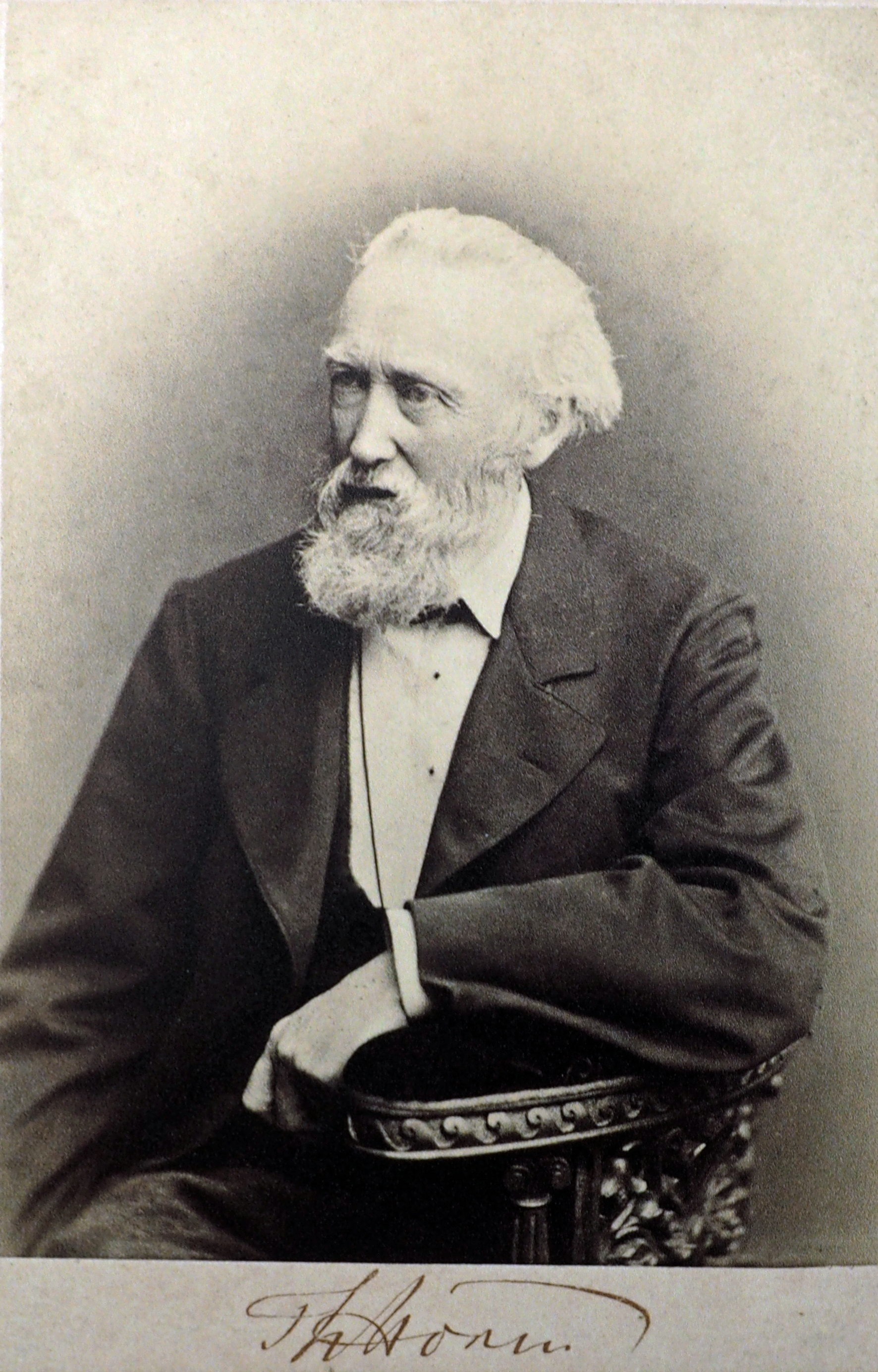
Theodor Storm (vor 1888)

Am Kamin ist der Titel eines Erzählreigens von Theodor Storm, der 1862 in der „Illustrirten Muster- und Modezeitung“  Victoria veröffentlicht und erst 1913 im Nachtragsband der Werkausgabe erneut gedruckt wurde.
Das Werk ist in eine Rahmen- und mehrere Binnenhandlungen untergliedert.
Ein Erzähler unterhält seine Zuhörer mit acht Spukgeschichten, die kritisch kommentiert werden.
Mit ihren humoristischen und ironischen Elementen zeigt die Sammlung bereits ein gebrochenes Verhältnis zur traditionellen Schauergeschichte. Sie ist weniger eine moderierte Anthologie als vielmehr eine poetologisch-reflexive Zusammenstellung, in der das Erzählen selbst hinterfragt wird und es unsicher ist, ob es sich bei den Ereignissen tatsächlich um übernatürliche Phänomene handelt.

## Form und Inhalt
Der Erzählreigen besteht aus zwei Teilen mit jeweils vier unterschiedlich langen Geschichten, die in eine Rahmenerzählung eingebettet sind.
Während „draußen der Oktoberwind in den Tannen fegt“, sitzen die Gesprächspartner zunächst in einem behaglichen Raum, der von einem „Kienäpfelfeuerchen“ im Kamin erhellt wird. Im zweiten Teil befindet sich die Gemeinschaft an einem sommerlichen Gartentisch.
Meist übernimmt ein älterer Herr die Rolle des Erzählers und unterhält die jungen Damen und einen Assessor mit seinen Geschichten, die kritisch kommentiert werden. Gelegentlich wird er unterbrochen und zu Erklärungen genötigt. Dabei geht es um die Frage, ob es sich bei den erzählten Geschehnissen tatsächlich um Spuk gehandelt hat.
Der Reigen beginnt mit der kurzen Geschichte eines kleinen Jungen namens Peter, der träumt, ein Wolf wolle ihn fressen. Er wacht schreiend auf und erzählt dies seinem Vater, der ihn nicht beruhigen kann. Zur selben Zeit träumt die Tante des Kindes, sie hätte sich in einen Wolf verwandelt und würde ihren Neffen verfolgen.
Die zweite Erzählung dreht sich um einen Kaufmann, der mit einigen Bekannten unterwegs ist. Während einer idyllischen Fahrt durch das Marschland kommen sie an einem Rapsfeld vorbei, als der Mann sich plötzlich seltsam verhält und von „einer schlimmen Stelle“ spricht, über die „nicht gut [...] wegzukommen“ sei. Acht Tage später wird er vermisst und bald darauf an eben jener Stelle tot aufgefunden.
In der dritten Geschichte wird ein Tuchmachergeselle während der Vollmondnächte in seiner Schlafkammer von seltsamen Geräuschen geweckt, kann aber nichts weiter sehen als den leeren Raum im Mondlicht. Als er eines Abends von einem Auftrag zurückkehrt, erkennt er im Mondschein ein Wesen, „ungestaltig und molkig“, das durch das Fenster seiner Kammer in den Garten blickt. Er verlässt die Stadt, ohne zu erfahren, mit welcher Kreatur er die letzten Monate zusammengelebt hat.
Der erste Teil endet mit einer Erzählung, in der sich ein Sohn um seine schwerkranke Mutter kümmert, lange an ihrem Krankenbett sitzt und ihr aus der Bibel vorliest. Eines Nachts, nachdem ihre Schmerzen zurückgegangen sind und er sich kaum noch aufrecht halten kann, überredet sie ihn, sich in seinem Zimmer schlafen zu legen. Als er nach einiger Zeit erwacht, scheint es, als wäre die Tür geöffnet und eine Hand würde ihm mit einem weißen Tuch zuwinken. Zurück im Krankenzimmer findet er im Schein der Dämmerung seine tote Mutter, die ein weißes Tuch „zwischen den geschlossenen Fingern“ hält.
In drei Geschichten des zweiten Teils spielen Träume eine wichtige Rolle.
Die Witwe Frau van A ..., deren übrige Familienmitglieder auf zum Teil seltsame Weise umgekommen sind, stirbt nach der Konfrontation mit einer verwahrlosten Frau, die ihr einen Spezialtaler vor die Füße wirft und höhnende Worte von sich gibt. Einige Wochen nach dem Begräbnis erscheint sie einer Mutter und deren Tochter, die in der Nachbarschaft wohnten, in wiederkehrenden Träumen, in denen sie in ihr Haus kommt, um sich am Ofen zu wärmen.
In der folgenden Erzählung wird einem Gutsbesitzer mehrfach Hafer aus dem Getreidespeicher gestohlen. In einem Traum befindet er sich auf dem Speicher am Fenster und sieht, wie ein alter und ihm bekannter Arbeiter die Falltür öffnet, ihn zu erkennen scheint und sich zurückzieht. Am nächsten Tage gesteht ebenjener Mann den Diebstahl. Er habe aus großer Not gehandelt und sich erschrocken, als er seinen Arbeitgeber „so am Fenster stehen sah.“ Im weiteren Verlauf erfährt der Gutsbesitzer von den Umständen, die den bislang „ehrlichen Mann zum Verbrecher gemacht hatten.“
Die vorletzte Geschichte beginnt damit, dass Offiziere einen Abschiedsball veranstalten wollen. Da das Offizierskasino nicht zur Verfügung steht, weichen sie in ein großes baufälliges Haus aus, dessen obere Räumlichkeiten als Kornspeicher dienen. Einem Hauptmann, der zum Festkomitee gehört, erscheint der ungeheure Saal mit seinen feuchten Wänden wie eine Gruft. Nachdem der Raum instand gesetzt und eine weitere Kornlieferung untergebracht wurde, wird der Offizier in eine andere Stadt abkommandiert, so dass ein Kamerad und Jugendfreund die Aufgabe übernimmt. Dort träumt er, dass sein Freund ihn aufsucht, ausdruckslos anstarrt und etwas wie Getreidekörner aus dem Mund zieht. Einige Tage später erfährt er, dass der Boden des alten Hauses unter der Last des Getreides eingestürzt ist und den Freund unter sich begraben hat.
Den Abschluss des Ensembles bildet eine längere, komplexe Erzählung, in der naturphilosophische Fragen aufgeworfen werden.
Ein alter Medizinalrat nimmt an einem Gespräch teil, in dem es um die Fortexistenz der Seele und den Einfluss der Toten auf die Lebenden geht. Er berichtet von einem bereits verstorbenen Freund, der sich Grübeleien über die Verbindungen des Körpers mit der Seele hingab und die Öffnung seiner Leiche verhindern wollte. So versprach er ihm feierlich, dass sein Leichnam nicht obduziert würde. Kurz nach dem Tod des Freundes betrat er dessen Haus und bemerkte, dass einige Ärzte den Körper bereits geöffnet und Eingeweide entnommen hatten. Erst nach seinem heftigen Protest versicherten sie ihm, die Teile wieder in den Körper zurückzulegen.
Der Medizinalrat unterbricht sich, horcht auf und verlässt die Gesellschaft. Er sucht den Arzt auf, der die Obduktion geleitet hat, und verlangt die Rückgabe des entnommenen Organs. Er überrumpelt ihn und holt einen Behälter hervor, in dem sich das Herz in Spiritus befindet. Noch in derselben Nacht wird es in den Sarg zu dem Leichnam gelegt.

## Entstehung und Veröffentlichung
Der Reigen entstand während seiner Zeit in Heiligenstadt, als Storm an der Novelle Im Schloß arbeitete.
Von dort schrieb er seinen Eltern am 12. Dezember 1861 einen Brief, in dem er nicht nur von der baldigen Veröffentlichung einer Sammlung „von Spukgeschichten in einem leichten humoristischen Rahmen“ in der Zeitschrift Victoria sprach, sondern auch den Artikel Volksglauben im katholischen Deutschland ankündigte, der in der Gartenlaube erscheinen sollte.
Der Beitrag über den Volksglauben blieb lange verschollen, bis Gerd Eversberg ihn bei seinen Recherchen zu den Spukgeschichten ausfindig machte. Wie Eversberg ausführt, scheiterten die Nachforschungen, weil der Text nicht unter dem von Storm erwähnten Titel, sondern mit der eigenartigen Überschrift Das Nummernträumen veröffentlicht wurde. Die kurze Erzählung erschien 1862 zusammen mit Im Schloß in der Gartenlaube. 
Geht es in den Kamin-Geschichten auch um die Frage, ob Übersinnliches in die Realität einwirken kann, ist Das Nummerträumen keine wirkliche Spukgeschichte und wurde nicht in die Sammlung aufgenommen. Mit der kurzen Erzählung über die Träume eines Lotteriespielers kritisierte Storm ausdrücklich den „Volksglauben im katholischen Deutschland“ und parodierte auch populäre christliche Mariendarstellungen.
Storm konnte den von ihm sehr geschätzten Erzählreigen nicht in seine Gesammelten Schriften aufnehmen, da der Herausgeber der Victoria es versäumte, ihm das Manuskript zurückzusenden und ihm auch die Druckfassung nicht zukommen ließ. So erschien der Text nach der Erstveröffentlichung in der „Illustrirten Muster- und Modezeitung“ erst wieder in dem 1913 veröffentlichten Nachtragsband der Werkausgabe, die von Fritz Böhme herausgegeben wurde.
Am Kamin spiegelt Storms jahrelange Beschäftigung mit unheimlichen Spukerzählungen wider und ist sein einziger Beitrag zu dieser Gattung, der zu seinen Lebzeiten gedruckt wurde, sieht man von Das Nummerträumen ab.
Der Zyklus ist mit dem Neuen Gespensterbuch verbunden, das Storm zwar 1848 vollendet, aber nicht veröffentlicht hatte und das bereits drei der acht Erzählungen in rudimentärer Form enthielt.
Es trägt den Untertitel „Beiträge zur Geschichte des Spuks“ und versammelt 69 Spukerzählungen. Dass die Sammlung nicht gedruckt wurde, führt Karl Ernst Laage auf den Umbruch nach 1848 und die Schwierigkeit zurück, einen Verlag für das Buch zu finden. Gespenstergeschichten schienen nicht mehr in eine Zeit zu passen, die nach realistischen Novellen verlangte.

## Hintergrund und Deutung
Am Kamin ist der novellistischen Tradition verpflichtet, indem das Erzählte durch eine Gemeinschaft reflektiert wird, wie Giovanni Boccaccio es in der Novellensammlung Decamerone exemplarisch darstellte. Ende des 18. Jahrhunderts griff Goethe dieses Modell in den Unterhaltungen deutscher Ausgewanderten auf.
Die seltsamen Ereignisse der Binnenerzählungen werden bei Storm auf ihre gesellschaftliche, moralische und erkenntnistheoretische Bedeutung hinterfragt. Nach Auffassung Philipp Theisohns finden sich diese Erzählgruppen häufig in Umbruchsituationen und Krisen. Im Decamerone etwa spielt die Rahmenhandlung in Florenz, das von der Pest heimgesucht wird, während Goethes Unterhaltungen in Mainz zur Zeit der Belagerung durch französische Truppen angesiedelt sind.
Gleich zu Beginn der Sammlung verweist eine Zuhörerin auf E. T. A. Hoffmanns Serapionsbrüder. Anders als Hoffmann ging es Storm weniger um einzelne Phänomene, die von den Zuhörern natur- oder parawissenschaftlich bewertet werden, sondern um die Frage, ob derlei Geschichten überhaupt noch eine Bedeutung haben. Laut Philipp Theisohn zeigt sich hier die Modernität des Erzählens, die gerade im Hinterfragen seiner Sinnhaftigkeit liegt.
Da die Zuhörer die Geschichten kommentieren und sich über das Wesen des Spuks unterhalten, handelt es sich weniger um eine moderierte Anthologie als um ein poetologisches Arrangement. So kritisieren sie, dass die Spukgeschichten „zum Rüstzeug der Reaktion“ und zum Bestand Romantik gehörten, die sie literarisch und philosophisch für überwunden halten. Sie bezweifeln, dass es sich überhaupt um „echte Spukgeschichten“ handelt, etwa nachdem der alte Herr von dem Gesellen berichtet hat, der in den Vollmondnächten von Geräuschen geweckt wird und schließlich das unheimliche weiße Wesen erblickt.
Für Rein A. Zondergeld zeigt die ironische Grundhaltung der Sammlung, dass Storm sich mit ihr von der traditionellen Gespenstergeschichte verabschieden wollte.
Laut Gottfried Honnefelder gelang es Storm in seinen unheimlichen Erzählungen, eine Wahrheitsebene zu schaffen, an der jeder oberflächliche Realismus „scheitert oder gar seiner Blindheit überführt wird.“ Er erinnert an Äußerungen Theodor Fontanes, der ein Treffen in der Wohnung des Kunsthistorikers Franz Kugler aus dem Jahr 1854 beschrieb, bei dem Storm sein Gedicht In Bulemanns Haus vortrug und die Anwesenden bisweilen mit den Augen „eines kleinen Hexenmeisters“ beobachtete. Auch seine Sammlung Am Kamin zeige die Kunst, etwas Unheimliches im Alltäglichen heraufzubeschwören. Harmlos beginnend auf dem Boden des Vertrauten, wandle sich alles, werde fremd und doppelbödig, während der Zauberer seine Zuhörer im Netz unheimlicher Erzählungen fange. Die Erzählung sei der Ariadnefaden, der nicht mehr ins Tageslicht, sondern in unbekannte Dimensionen führe.